# سید ابوالحسن حسینی
سید ابوالحسن حسینی(۱۳۱۲- گرگان-1403) نماینده مردم حوزه انتخابیه مینودشت، کلاله و مراوه‌تپه در دوره‌های اول و دوم انتخابات مجلس شورای اسلامی بود. حسینی علاوه بر تحصیلات حوزوی لیسانس الهیات هم دارا بود.
| دوره نمایندگی | میزان آرا | درصد آرا |
| ------------- | --------- | -------- |
| اول           | ۲۷٬۶۹۸    | ۵۱       |
| دوم           | ۲۴٬۱۶۹    | ۵۴       |